# Schlegelia scandens
Schlegelia scandens är en tvåhjärtbladig växtart som först beskrevs av John Isaac Briquet och Spruce, och fick sitt nu gällande namn av Noel Yvri Sandwith. Schlegelia scandens ingår i släktet Schlegelia och familjen Schlegeliaceae. Inga underarter finns listade i Catalogue of Life.